# Samir Shaker
Samir Shaker Mahmoud (in arabo سمير شاكر‎?; Baghdad, 13 aprile 1958) è un ex calciatore iracheno, di ruolo centrocampista.

## Carriera
Con la Nazionale irachena ha partecipato ai Mondiali 1986 disputando 2 partite.